# Rimini Football Club
El Rimini Football Club es un club de fútbol de Italia, con sede en Rímini, en Emilia-Romaña. Fue fundado en 1912 y refundado en varias ocasiones. Compite en la Serie C, tercera categoría del fútbol italiano.

## Historia
Fue fundado en 1912, dentro de las actividades del club polideportivo Libertas.

## Estadio

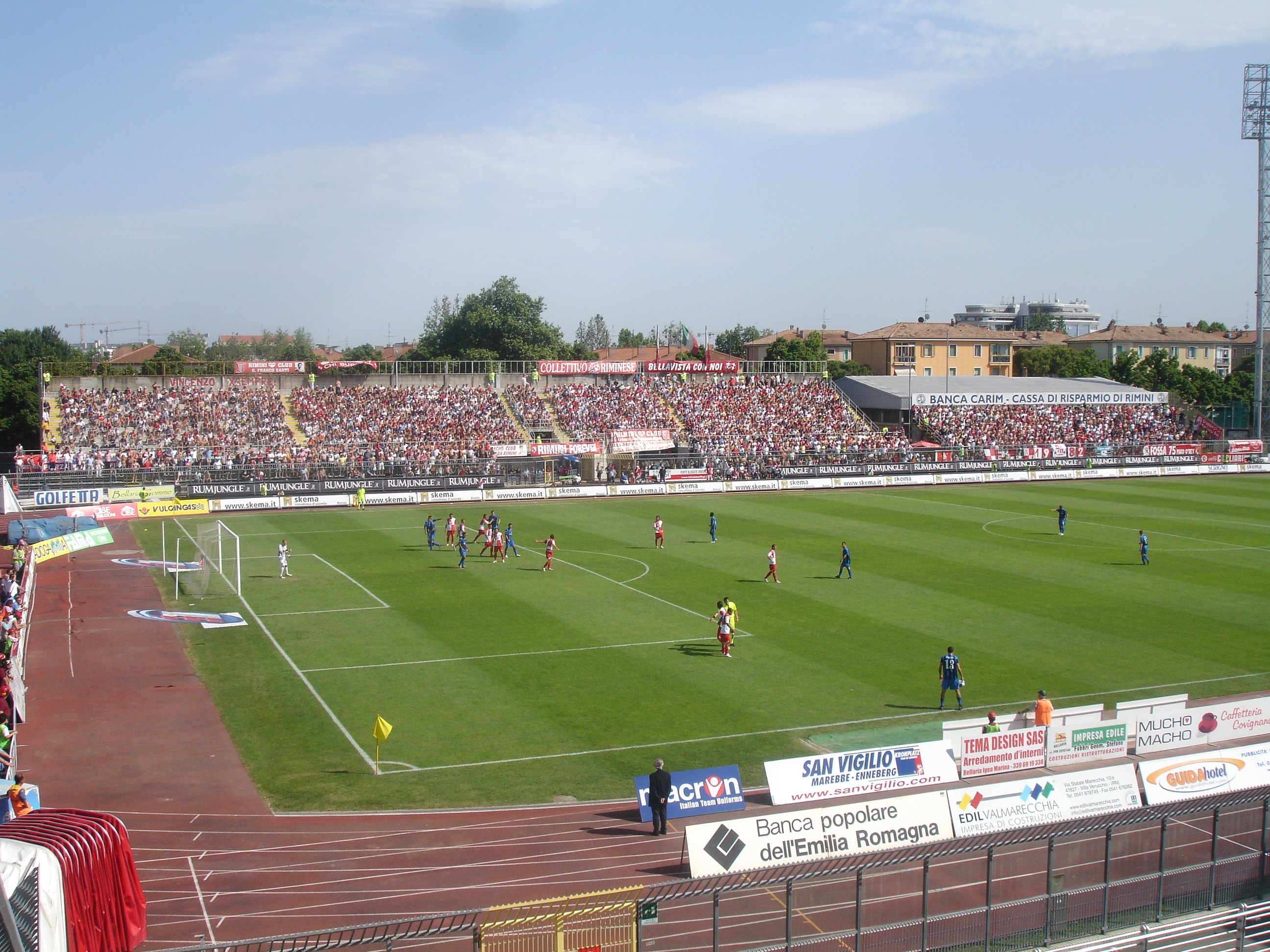
Estadio Romeo Neri en 2009

## Palmarés

### Torneos nacionales
- Serie C1 (1): 2004-05 (Grupo B)
- Serie C (2): 1947-48 (Grupo M), 1975-76 (Grupo B)
- Coppa Italia Serie C (1): 2024-25
- Supercopa de la Serie C1 (1): 2005
- Serie D (3): 2014-15 (Grupo D), 2017-18 (Grupo D), 2021-22 (Grupo D)

### Torneos interregionales
- Eccellenza Emilia-Romagna (1): 2016-17 (Grupo B)
- Quarta Divisione (1): 1923-24 (Grupo D)
- Copa Italia de Aficionados Emilia-Romagna (1): 2016-17
- Supercopa de Emilia-Romagna (1): 2016-17